# 아파르나 센
아파르나 센(힌디어: अपर्णा सेन, 영어: Aparna Sen, 1945년 10월 25일 ~ )은 인도의 영화 감독, 각본가, 영화배우이다. 내셔널 필름 어워드 감독상 2회, 각본상 수상자이지 파드마 슈리 수훈자이다.

## 영화
- 더 홈 & 더 월드 투데이 (2019년)
- 언피니쉬드 레터 (2010년)
- 일본인 아내 (2010년)
- 엔들리스 웨이트 (2009년)
- 아이어 부부 (2002년)
- 기억의 집 (2000년)
- 4월 19일 (1994년)
- 36 초링기가 (1981년)
- 조지와 보니의 그림 소동 (1978년)
- 중개인 (1976년)
- 봄베이 토키 (1970년)